# Породица Глигоријевић
Породица Глигоријевић била је најчувенија лесковачка породица роштиљџија. 

## Оснивач породице
Димитрије Глигоријевић Мита (1867—1926) отворио је ћевабџиницу по повратку из заробљеништва у ком је био од 1915. до 1918. године. Пре одласка у рат радио је са оцем, који је још почетком 20. века био познат по роштиљу. Радња је у почетку била мала и у њој је могло да се распореди десетак столова, од којих је неколико лети изношено испред радње.
На једном Светоилијском вашару за опкладу је попио 12,5 литара пива и по томе добио надимак Буре који се преносио касније са колена на колено.
Након његове смрти радњу је преузео син Милан. Он је купио суседну радњу и припојио је свом локалу тако да је могло да стане 40 столова. Ћевабџиница Милана Бурета налазила се на простору данашњег парка у некадашњој Улици Краља Петра број 44, одмах испред Дома синдиката на месту где је после био споменик Кости Стаменковићу пре премештања.

## Најпознатији члан породице
Миодраг Глигоријевић звани Драги учинио је породично име познатим захваљујући свом роштиљџијском умећу. Енглеска краљица Елизабета инсистирала је да га упозна пошто је претходно пробала његове ћевапе. 
Слободно време после школе и учења проводио је у радњи и учио вештину прављења ћевапа од оца. Био је вредан и упоран дечак и још тада је схватио да ће му то бити опредељење. Изучио је занат и касније је превазишао оца. После смрти оца преузео је радњу иако је имао само 19 година. Продужио је да ради и да усавршава знање и ћевабџиница је и даље имала своје муштерије. Радио је и за време Другог светског рата, али је радња потпуно срушена у бомбардовању 6. септембра 1944. године, па је Миодраг наставио да ради у кафани "Радан". Учествовао је на изложбама у Минхену, Франкфурту, Бечу, Бриселу, Стрези, а у ресторану "Палас" добио је награду Златан тучак. Године 1968. отишао је у Београд са Предрагом Маринковићем, Гојком Босанцем и Дацетом - Жаром и на Авалском путу на месту некадашњег турског хана отворили су заједничку кафану "Кумбара".
Својим специјалитетима је прославио име Лесковца широм земље и света. Захваљујући Међународном сајму текстила и текстилних машина, који се деценијама одржавао у Лесковцу, било је излагача из земље и иностранства који су одсели у објектима "Балкана" и искључиво наручивали лесковачки роштиљ, памтећи дуго његов јединствен укус и причајући о томе по повратку у своје градове. Био је један од иницијатора оснивања и отворио је прву Роштиљијаду.
Постхумно му је додељена Октобарска награда града Лесковца - медаља поводом Дана града Лесковца 11. октобра 2023. године. Медаљу је преузео његов унук Иван Калинић.